# 김남희 (아나운서)
김남희(1989년 1월 2일 ~ )는 대한민국의 아나운서이다. 조부가 원래의 탁(卓)씨에서 김씨로 개명을 하면서 고향이였던 영변(寧邊)으로 본관도 바꾸었다.

## 프로필
- 출생 : 1989년 1월 2일
- 신체 : 175cm, 53.7kg, 34-25-35
- 학력 : 숙명여자대학교 의류학과
- 수상 : 2014년 미스코리아 서울 선(善) & 우정상[2]
- 취미 : 낚시, 야구관람
- 특기 : MC, 요리

## 경력
- 서산당진 인터넷방송 아나운서 (2013년)
- SBS 스포츠 아나운서 (2015년 ~ 현재)오로로슈규

## 드라마
- 빈센조 -생방송 '아싸! 아침' 담당기자 역 (2021년, tvN)

## 같이 보기
- 2014년 미스코리아
- 미스코리아 서울